# パワプロクンポケット1・2
パワプロクンポケット1・2（ぱわぷろくんぽけっとわん・つうー）とは、2004年7月29日にコナミ（※）から発売されたゲームボーイアドバンス用のゲームソフトである。キャッチコピーは「ポケットいっぱい!! 楽しさいっぱい!!」。

※発売当時の版権はコナミコンピュータエンタテインメントスタジオが所有していたが、2005年4月1日の開発子会社吸収によりコナミへ移行。2006年3月31日の持株会社化に伴い、新設子会社のコナミデジタルエンタテインメントに移っている。

## 概要
ゲームボーイ用ソフトとして発売された第1作『パワプロクンポケット』（1999年）と、第2作『パワプロクンポケット2』（2000年）を1本のソフトとして、ゲームボーイアドバンス用ソフトとしてリメイクしたものである。
公式攻略本に掲載された開発者インタビューによると、『1』『2』が発売からの年月経過により新規に入手しづらい時期に差し掛かったためリメイクに踏み切ったとのこと。
野球部分のバランス・特殊能力の種類及び効果・選手能力の基準などは、当時の最新作であったパワプロクンポケット6（2003年）に準拠している。サクセスのキャラメイク時の設定・初期能力・各パラメータの変化も同様である。グラフィックも全てGBA用に描き直されている。また、イベントも若干ではあるが新しいものが追加された。
なお、この作品ではパワポケポイントは導入されていない。
2021年6月16日に、2度目のリメイクとなる『パワプロクンポケットR』（2021年）が2021年11月25日にNintendo Switchで発売することが発表された。

## GBA版での主な新要素・変更点

### 追加モード
- ペナント

普通のペナント、俺のペナントの2種類。俺のペナントではサクセスで作成した選手を再育成できる。
- アレンジ

アレンジできるのはプロ野球12球団と6までの各作品の主人公が所属したチーム。アレンジしたチームは対戦、ペナントで使うことができる。作った選手はこのモードでチームを入れれば使える。
- アルバム

一度見たアルバムやキャラクターのプロフィールを見ることができる。プロフィールは特定のイベントを見る等の条件を満たすと埋まる。
- キャンプ

野球の打撃、守備、総合攻撃、総合守備の練習をする。
- ミニゲーム

サクセス中で一度クリアしたミニゲームを遊ぶことができる。ミニゲームは1・2それぞれ4種類で全8種類である。1ではミニゲームだけを遊べるモードが無かったので、ミニゲーム単体で遊べるようになったのはこれが初である。また、各ミニゲームごとにハイスコアが記録されるようになった。

#### サクセス関連

##### 1・2共通
- 彼女候補の好感度パラメータおよび、『2』でのマニアポイントが表示されるようになった。
- 評価画面に表示されていた血の気とプレッシャーが、メイン画面の中央の上にゲージとして表示されるようになった。
- 練習ボーナスで特殊能力をもらうために必要な回数が40回に変更され、複数の練習ボーナスが狙いにくくなった（これは『パワポケ5』以降と同じ仕様）。
- ランダムで決まる初期能力がオリジナル版より弱体化され、ゲーム開始時にランダムで身に付くことがある特殊能力が最初から無い状態に変更された。
  - これによりセンス○を持った状態での育成が不可能になり、オールAの育成が難しくなった。
  - ただし、オリジナル版にあったゲーム開始時に病気があると病気に応じた能力ボーナスはある。
- やる気のパラメータの限界が『パワポケ4』以降の10段階に変更。
- 常に表示されていたコマンド表示を選択される時のみに変更。
- 『3』以降に追加された超特殊能力・特殊能力・特殊変化球を取得できるようになった。
  - これに伴い、オリジナル版にはなかった特殊能力を取得できるイベントが追加された。
- 新規及び一部の過去作のBGMが追加された代わりに、一部のBGMが削除された。
- 主人公やメガネ一族（亀田、凡田）の輪郭や立ち絵・表情は『6』とほぼ同じものが使われている。
- 『5裏』以降と同様背景がフルになり、キャラクターのグラフィックに白い縁取りがされている。
- 作中、『NINTENDO 64』を取り扱った場面は『ニンテンドー ゲームキューブ』に差し替えられている。

##### 1のみの変更点
- 投手の育成方法がオート仕様だったのが、パワポケ4以降の手動での育成に変更。
- 試合開始前に表示されていたチーム全体の野球能力のランク表示と会話がなくなっている。
- 2年目3月4週の白鳥学園との試合[1]が極亜久高校1点リードの場面で始まっていたのが、逆に1点ビハインドで始まる。
- 個人単位での仲間の能力UPが表示されるようになった。
- 世間の評価・体力・タフ度などの最大値が100に変更された。これにより3章クリア条件も100を基準としたものに変更された。
- 味方の能力アップ関係にバグがありパワーが全く伸びない。

##### 2のみの変更点
- ドリルモグラーズ編は最初から遊べず、1の極亜久高校編を1回クリアする必要になった。
- 転生選手のサクセス開始時にも、守備位置や利き腕、フォーム、オプション等の初期設定をやり直せるようになった。
- 仲間6人のパワーアップイベントが追加された。
- キャンプでのコーチチェックイベントで、投球練習、打撃練習のミニゲームが追加された。
- 後述のプロ野球選手のデータの変更に伴い、3年目で対戦するセ・パ12球団は、2004年4月時点のデータに変更され、別物になった。それにより対戦する順番も変更された。
- ランダムイベントで発生する神奈川光のクイズが一部変更された。
- 戦争編の解禁方法が緩和され、選手を5人登録からドリルモグラーズ編を1回クリアに変更された。

#### 選手データ関連
- プロ野球選手のデータは2004年4月時点に変更されている。
- 使用できるチームは、セ・パ12球団とパワポケ6までの主人公所属チームの全18チームに変更されている。
- 使用チームの変更で極亜久高校以外の高校野球チームがサクセス中しか対戦できず、使用できなくなった。

## サクセス
以下の3つのサクセスが収録されている。
- パワポケ1

極亜久高校編
- パワポケ2

ドリルモグラーズ編。極亜久高校編を1度クリアするとプレイ可能になる。
戦争編。ドリルモグラーズ編を1度クリアするとプレイ可能になる。
各サクセスの詳細は『パワプロクンポケット』『パワプロクンポケット2』の項目を参照。

## 収録選手
1チーム投手10人、野手14人の総勢288人の選手が収録されている。

## スタッフ
- プログラム・イベントエディット - 井上秀登、宮岡宏司
- ペナントプログラム・選手データサポート - 三浦陵介
- グラフィック - 三好威正、中坂昇、福田浩司、藤岡謙治
- サウンド - 高本誠一、北川保昌、山川誠、小林龍爾
- 取扱説明書・パッケージ - 村上幸秀
- パッケージCG制作 - 山本竜彦
- 選手データ作成 - DIAMOND HEAD　選手データスタッフ
- 広報 - 八木良子、平井美紀、半田由紀子、松村謙
- パワポケ１＆２オリジナルスタッフ - 藤岡謙治、井上秀登、西川直樹、宮岡宏司、前川恵一
- スペシャルサンクス - 西川直樹、大木賢二、萩原千香子、三浦陵介
- 制作 - パワポケチーム
- プロデューサー - 藤岡謙治
- ディレクター - 井上秀登
- PRODUCED BY　Konami Computer Entertainment Studios, Inc.
- KONAMI